# Brun djuphavstorsk
Brun djuphavstorsk (Lepidion eques) är en djuphavsfisk i familjen moridae (djuphavstorskar) som förekommer i Atlanten.

## Utseende
Den bruna djuphavstorsken är en avlång, brunfärgad fisk med mörka fenor. Hakan har en kort skäggtöm. Ryggfenans främre del består av 5 strålar, av vilka den främsta är kraftigt förlängd och trådliknande. Resten av ryggfenan är lång, med 50 – 60 taggstrålar, och täcker hela ryggen. Analfenan är sammanhängande med inåtsvängd på mitten. Den blir sällan längre än 44 cm.

## Vanor
Arten är en djuphavsfisk som lever på mellan 130 och 1 880 meters djup (vanligast mellan 500 och 900 meter) där den kan förekomma både ensam och i större stim på över 100 individer. Den lever främst på mindre kräftdjur och havsborstmaskar. Födan tas vanligtvis vid botten.

### Fortplantning
Leken sker vid en vattentemperatur på mellan 5,2°C och 6,5°C (uppmätt vid Island). Honan, som blir könsmogen vid en längd av 22 till 23 cm, kan lägga över 100 000 ägg.

## Utbredning
Arten förekommer i Nordatlanten från norra Labradorhalvön, Davis sund via Grönland, Island och Färöarna till Brittiska öarna och söderut i östra Atlanten till Biscayabukten. Arten är sällsynt i västra delen av utbredningsområdet.